# Врбиця (Ілірська Бистриця)
Врбиця (словен. Vrbica) — поселення в общині Ілірська Бистриця, Регіон Нотрансько-крашка, Словенія. Висота над рівнем моря: 425,2 м.